# Rhaeboctesis
Rhaeboctesis is een geslacht van spinnen uit de familie bodemzakspinnen (Liocranidae).

## Soorten
De volgende soorten zijn bij het geslacht ingedeeld:
- Rhaeboctesis denotatus Lawrence, 1928
- Rhaeboctesis equestris Simon, 1897
- Rhaeboctesis exilis Tucker, 1920
- Rhaeboctesis matroosbergensis Tucker, 1920
- Rhaeboctesis secundus Tucker, 1920
- Rhaeboctesis transvaalensis Tucker, 1920
- Rhaeboctesis trinotatus Tucker, 1920